# 錫基雷斯縣
錫基雷斯縣（西班牙語：Cantón de Siquirres），是哥斯達黎加的縣份，位於該國東部，由利蒙省負責管轄，首府設於錫基雷斯，面積860.19平方公里，海拔高度78米，2011年人口56,786人，人口密度每平方公里66.02人。